# Maria Treben
Maria Treben (Žatec, 27 settembre 1907 Figlia di Marie Anna Marek e di Ignatz Günzl – Grieskirchen, 26 luglio 1991) è stata una scrittrice ceca Però ha lavorato molti anni in Austria e Germania.

## Biografia
Maria, figlia di Marie Anna Marek e di Ignatz Günzl, Praticò per molto tempo l'erboristeria in Austria e in Germania, studiandone le varie applicazioni.
Storia vuole che Maria era stata colpita da una grave forma di tifo.
Per Maria Treben, donna profondamente cristiana, le erbe e le cure da esse derivanti sarebbero un'espressione di Dio.
La sua opera più nota, La salute dalla farmacia del Signore, pubblicata dalla casa editrice Ennsthaler, fu tradotta in più di 20 lingue, con oltre 8 milioni di copie vendute. Nel libro la Treben propose una ricetta per il cosiddetto "Piccolo amaro svedese", a base di 12 erbe differenti tramite assunzione o impacco, ritenuta utile contro diverse patologie tra cui: pesantezza allo stomaco, difficoltà a digerire, acidità di stomaco e reflusso, gonfiore addominale e aerofagia, intestino pigro e difficoltà a scaricarsi, colite.